# Марцихаз (Бихор)
Марцихаз (рум. Marțihaz) насеље је у Румунији у округу Бихор у општини Мадараш. Oпштина се налази на надморској висини од 91 m.

## Становништво
Према подацима из 2002. године у насељу је живело 231 становника.

### Попис2002.
| Расподела становништва по националности 2002.‍ | Расподела становништва по националности 2002.‍ | Расподела становништва по националности 2002.‍ | Расподела становништва по националности 2002.‍ | Расподела становништва по националности 2002.‍ |
| --------------------------------------------- | --------------------------------------------- | --------------------------------------------- | --------------------------------------------- | --------------------------------------------- |
|                                               |                                               |                                               |                                               |                                               |
| Румуни                                        | Румуни                                        |                                               | 163                                           | 70,6%                                         |
| Мађари                                        | Мађари                                        |                                               | 25                                            | 10,8%                                         |
| Роми                                          | Роми                                          |                                               | 14                                            | 6,1%                                          |
| Словаци                                       | Словаци                                       |                                               | 29                                            | 12,6%                                         |